# Ільїнка (Октябрський район)
Ільї́нка (рос. Ильинка) — село у складі Октябрського району Оренбурзької області, Росія.

## Населення
Населення — 273 особи (2010; 356 у 2002).
Національний склад (станом на 2002 рік):
- росіяни — 61 %